# Thorictus manni
Thorictus manni là một loài bọ cánh cứng trong họ Dermestidae. Loài này được Reichenspenger miêu tả khoa học năm 1926.